# Syngrapha surena
Syngrapha surena là một loài bướm đêm trong họ Noctuidae.